# Demografia do Gana
A população do Gana é a quadragésima-oitava maior mundial e é de 25 199 609 habitantes, uma população que cresce a 2,2%. As etnias são acã 47.5%, Mole-Dagbon 16.6%, eué 13.9%, Ga-Dangme 7.4%, Gurma 5.7%, Guan 3.7%, gurunsis 2.5%, Mande-Busanga 1.1%, outras 1.6% (censos 2010). 38,7% das pessoas tem 0-14 anos, 18.8% 15-24, 33,7% 25-54, 4,7% 55-64 e 4,1% 65 anos ou mais. A idade média é de 21,7 anos. A taxa de fecundidade é de 4,12. 51% da população vive na cidade e a maior é Acra, com 2,269 milhões de habitantes.